# Tout schuss
Tout schuss is een Franse komische film uit 2016 van Stephan Archinard en François Prévôt-Leygonie.

## Verhaal
Max Salinger, een gescheiden auteur, weigert zijn 15-jarige dochter onder zijn dak te nemen. Om zich te wreken steelt ze zijn onuitgegeven werk net voor ze met haar school op sneeuwvakantie trekt. De enige manier voor Max om zijn werk terug te krijgen is door zich op haar schoolvakantie uit te geven als begeleidende ouder. Zijn gebrek aan ervaring als ouder en als begeleider maakt dit echter niet vanzelfsprekend.

## Rolverdeling
| Acteur              | Personage       |
| ------------------- | --------------- |
| José Garcia         | Max Salinger    |
| Manon Valentin      | Rosalie         |
| François Deblock    | Steeve          |
| Alexia Barlier      | Elsa Jay        |
| Melha Bedia         |                 |
| Anne Girouard       |                 |
| Gwendolyn Gourvenec | Catherine Barns |
| Léopoldine Serre    | Isabelle        |